# Bing (seriál)
Bing je britský animovaný dětský televizní seriál založený na knihách Teda Dewana. Od roku 2014 je vysílán na britském televizním kanálu CBeebies. Pojednává o králíčkovi Bingovi a jeho zážitcích v okolním světě. Různé každodenní příhody ukazují, jak se učí s pomocí svého vychovatele, Flopa, zvládat nové situace.
První série se skládá z 78 osmiminutových epizod. Děj se zaměřuje na situace v reálném životě, se kterými se setkává mnoho batolat a jejich rodičů. Každá epizoda začíná sloganem „Nedaleko, za rohem jen kousíček, dělá něco malý králíček.“ Ke konci epizody Bing shrnuje to, co se v ní naučil, a Flop dodává „Něco, to je Bingův svět!“ Druhá 26dílná sezóna se začala vysílat na CBeebies 31. října 2019. V češtině se seriál vysílá na stanici JimJam.

## Hlavní postavy
- Bing (dabuje Matěj Vlček)[4] je titulní postavou seriálu. Je to 3letý černý zajíček. Jeho oblíbená hračka je Hoppity, králičí superhrdina. Nosí zelené tričko a červené kostkované kalhoty.
- Flop (dabuje Bohdan Tůma)[4] je Bingovým pečovatelem, stará se o Binga a pomáhá mu řešit problémy. Je to malý pytlovitý jedinec.[5]
- Sula (dabuje Zuzana Šimková)[4] je čtyřletá hnědá slonice a jedna z nejlepších Bingových kamarádek.
- Amma (dabuje Radka Stupková / Petra Tišnovská)[4] je pečovatelkou Suly. Amma provozuje kavárnu, kterou někdy navštěvují dětské postavy. Je to malé stvoření podobné slonovi.
- Pando (dabuje Jan Köhler)[4] je tříletá panda, Bingův nejlepší kamarád, který bydlí v sousedství. Má také rád Hoppityho. Nosí krátkou bílou košili.
- Padgetka (dabuje Klára Šumanová)[4] je Pandovým pečovatelem. Je to malá postava se zelenou pokožkou. Vlastní obchod se smíšeným zbožím.
- Coco (dabuje Klára Nováková)[4] je Bingova pětiletá starší sestřenice a Charlieho starší sestra. Coco je nejstarší z dětských postav.
- Charlie je roční bratr Coco a Bingův bratranec, který neumí mluvit. Rád všechno strká do úst.
- Gilly jezdí se zmrzlinovým autem. Má fenku Popsie a občas hlídá její sestru, fenku Sunshine.
- Molly je ošetřovatelka Coco a Charlieho. Je lékařkou a často spěchá. Má červenou barvu a nosí černé brýle. Postavou připomíná myš.
- Nicky je bratranec Suly a synovec Ammy. Je to slon, který nosí kulaté brýle.